# Flughafen Iquitos

i7
i11
i13
Der Aeropuerto Coronel Francisco Secada Vignetta Internacional ist der Verkehrsflughafen der peruanischen Stadt Iquitos im Departamento Loreto.

Er liegt etwa 6 km südwestlich der Innenstadt von Iquitos.